# Akmaral Nauatbek
Akmaral Nauatbek est une judokate kazakhstanaise. Elle est médaillée d'or aux Jeux paralympiques de 2024.

## Carrière sportive
Aux Jeux paralympiques d'été de 2024 à Paris, Akmaral Nauatbek remporte la finale du judo contre la Française Sandrine Martinet dans la catégorie des moins de 48 kg J2, et devient la deuxième médaillée d'or kazakhstanaise de ces jeux.